# Le meraviglie (fumetto)
Le meraviglie è una raccolta di serie di brevi storie a fumetti scritte e disegnate da Leo Ortolani, distinte tra Le meraviglie della natura e Le meraviglie della tecnica.

## Storia editoriale
A Ortolani venne in mente di realizzare queste storie nel 1993, dopo aver finito il servizio di leva ed essersi laureato, in quanto voleva scrivere di quello che vedeva intorno a lui e che gli pareva "meraviglioso" (nel senso di particolare, contraddittorio ecc.). Poiché era convinto che si debba ridere di tutte le cose, anche di quelle brutte o difficili, realizzò delle storie formate da battute acide e politically uncorrect; le chiamò Le meraviglie della natura e Le meraviglie della tecnica, incentrandole rispettivamente su categorie di persone e su oggetti e istituzioni.
Le storie apparvero per la prima volta su riviste indipendenti come Totem e Totem Extra (ed. Nuova Frontiera), Fumo di China (ed. Cartoon Club) e Il peggio Evo (ed. Ned 50). Quando Ortolani passò alla Panini Comics anche queste storie vennero ristampate dalla casa editrice modenese come quasi tutti i suoi lavori; tra il 2000 e il 2002 uscirono così a cadenza annuale nei mesi estivi tre speciali brossurati da 64 pagine (Le meraviglie della natura, Le meraviglie della natura 2 e Le meraviglie della tecnica). Questi volumi vennero però esauriti e la Panini decise di ristamparli tutti nel 2006 in un unico volume, chiamato Le meraviglie del mondo.
Nel 2017 la BAO Publishing ha poi pubblicato Oh! Il libro delle meraviglie, una ristampa della raccolta Le meraviglie del mondo, aggiornata però con quattro storie inedite.

## Storie
| Vol.                         | Titolo                  | Pagg. | Prima edizione                                      | Copertina                    |
| ---------------------------- | ----------------------- | ----- | --------------------------------------------------- | ---------------------------- |
| Le meraviglie della natura   | L'aborto                | 8     | Totem n. 144, ed. Nuova Frontiera, 1º luglio 1994   | Le meraviglie della natura 1 |
| Le meraviglie della natura   | Il naziskin             | 16    | Totem n. 143, ed. Nuova Frontiera, 15 giugno 1994   | Le meraviglie della natura 1 |
| Le meraviglie della natura   | Il mafioso              | 8     |                                                     | Le meraviglie della natura 1 |
| Le meraviglie della natura   | La prostituta           | 8     | Totem n. 154, ed. Nuova Frontiera, 15 dicembre 1994 | Le meraviglie della natura 1 |
| Le meraviglie della natura   | Il drogato              | 8     |                                                     | Le meraviglie della natura 1 |
| Le meraviglie della natura   | L'AIDS                  | 16    |                                                     | Le meraviglie della natura 1 |
| Le meraviglie della natura 2 | Il tifoso               | 8     |                                                     | Le meraviglie della natura 2 |
| Le meraviglie della natura 2 | Il paraplegico          | 12    | Totem n. 157, ed. Nuova Frontiera, 15 marzo 1995    | Le meraviglie della natura 2 |
| Le meraviglie della natura 2 | L'omosessuale           | 8     | Totem n. 150, ed. Nuova Frontiera, 1º ottobre 1994  | Le meraviglie della natura 2 |
| Le meraviglie della natura 2 | Il comunista            | 12    |                                                     | Le meraviglie della natura 2 |
| Le meraviglie della natura 2 | Il cieco                | 8     | Totem n. 152, ed. Nuova Frontiera, 1º novembre 1994 | Le meraviglie della natura 2 |
| Le meraviglie della natura 2 | Il morto                | 16    |                                                     | Le meraviglie della natura 2 |
| Le meraviglie della tecnica  | Il sesso virtuale       | 8     | Totem Extra n. 2, ed. Nuova Frontiera, gennaio 1995 | Le meraviglie della tecnica  |
| Le meraviglie della tecnica  | Il voto                 | 8     | Il peggio Evo n. 0, ed. Ned 50, marzo 1996          | Le meraviglie della tecnica  |
| Le meraviglie della tecnica  | I metodi contraccettivi | 8     |                                                     | Le meraviglie della tecnica  |
| Le meraviglie della tecnica  | La pena di morte        | 8     | Fumo di China n. 34, ed. Cartoon Club, ottobre 1995 | Le meraviglie della tecnica  |
| Le meraviglie della tecnica  | La rivista per adulti   | 8     | Lo Sciacallo Elettronico n. 4, estate 1996          | Le meraviglie della tecnica  |
| Le meraviglie della tecnica  | La fototessera          | 8     | Totem n. 153, ed. Nuova Frontiera, 15 novembre 1994 | Le meraviglie della tecnica  |
| Le meraviglie della tecnica  | Il preservativo         | 12    | Totem Extra n. 7, ed. Nuova Frontiera, giugno 1995  | Le meraviglie della tecnica  |

## Ristampe
- Le meraviglie della natura n. 1, su Marvel Mega n. 19, ed. Panini Comics, giugno 2000, 64 pp.[6]
- Le meraviglie della natura n. 2, su Special Events n. 30, ed. Panini Comics, giugno 2001, 64 pp.
- Le meraviglie della tecnica, su Special Events n. 36, ed. Panini Comics, luglio 2002, 64 pp.
- Le meraviglie del mondo, su Special Events n. 54, ed. Panini Comics, agosto 2006, 192 pp.[7]
- OH! Il libro delle meraviglie, ed. BAO Publishing, maggio 2017, 240 pp.

## Accoglienza
Il volume Le meraviglie del mondo è stato l'ottavo albo della Panini Comics più venduto nel mese di uscita (contando anche i supereroi Marvel).